# Whispering Hills (Alberta)
Whispering Hills est un village d'été (summer village) du Comté d'Athabasca, situé dans la province canadienne d'Alberta.

## Démographie
En tant que localité désignée dans le recensement de 2011, Whispering Hills a une population de 108 habitants dans 43 de ses 136 logements, soit une variation de -13,6 % avec la population de 2006. Avec une superficie de 1,733 3 km2, le village d'été possède une densité de population de 62,308 9 hab/km2 en 2011.
Concernant le recensement de 2006, Whispering Hills abritait 125 habitants dans 55 de ses 148 logements. Avec une superficie de 1,733 3 km2, le village d'été possédait une densité de population de 72,1 hab/km2 en 2006.
| 2001 | 2006 | 2011 | 2016 |
| ---- | ---- | ---- | ---- |
| 118  | 125  | 108  | 142  |